# Giuseppe Greco (politico)
Giuseppe Greco (Arzano, 24 luglio 1948) è un politico italiano.
Laureato in Ingegneria Elettronica, espleta la sua attività prima in aziende di telecomunicazione (SIP, Ministero delle poste e delle telecomunicazioni) e successivamente come libero professionista e docente di Elettronica nella Scuola Media Superiore. Iscritto giovanissimo nella Democrazia Cristiana, ricopre vari incarichi di partito e pubblici.
Più volte consigliere comunale ed assessore nel Comune di Arzano, nel 1994 si iscrive al Centro Cristiano Democratico (CCD) ed è eletto alla Camera dei deputati nel collegio di Arzano. Opera nella Commissione Ambiente Territorio e Lavori Pubblici della Camera.
Successivamente ricopre incarichi politici a vari livelli nel CCD Napoletano e successivamente  nell'UDC.